# Burn It Down (canción de Avenged Sevenfold)
«Burn It Down» es la segunda canción del disco City of Evil, del grupo norteamericano Avenged Sevenfold.
En oposición a otros vídeos del disco, como Bat Country, cuyo escenario es acorde a la canción, Burn It Down simplemente muestra a la banda tocando la canción en directo, aunque el sonido no es en directo, excepto los primeros y últimos segundos. 
«Burn It Down» fue elegida como banda sonora de la película Saw III.
- Datos: Q3297702